# Chanoines réguliers du Latran
Pour les articles homonymes, voir CRL.
Ne pas confondre avec les chanoines membres du chapitre de la Basilique Saint-Jean-de-Latran à Rome.
Les chanoines réguliers du Latran (C.R.L.), aussi appelés Congrégation du Très-Saint-Sauveur du Latran, forment un ordre régulier catholique de droit pontifical.
Fondé près de Ravenne au tournant du XIe siècle, l'ordre se développe dans le cadre des réformes grégoriennes et adopte une règle monastique inspirée de celle de saint Augustin, axée sur la vie commune et la charité. Rapidement reconnu par le pape Pascal II en 1117, il connaît un essor qui le mène à fonder de nombreuses maisons en Italie, tandis que sa règle se diffuse en Europe.
Après un premier déclin, ce qu'il reste de l'ordre en Italie s’unit en 1421 aux chanoines réguliers de Fregionaia et, sous l’impulsion du pape Eugène IV, la congrégation renouvelée s'établit à Rome dans l’archibasilique Saint-Jean-du-Latran, dont l'ordre tire son nom officiel après s'y être installé temporairement au XVe siècle.
L'influence des chanoines du Latran grandit pour culminer au cours des XVIe et XVIIe siècles, période où ils deviennent l’un des ordres réformés les plus dynamiques d’Italie puis en Europe. Après les bouleversements causés par les suppressions des ordres religieux à la fin du XVIIIe siècle, l’ordre est restauré en 1823 par Vincenzo Garofali mais souffre des différentes mesures anticléricales qui sont appliquées en Europe dans la seconde moitié du XIXe siècle.
Une fois ces mesures levées, les chanoines du Latran reprennent leur développement avec de nouvelles implantations en Europe et en Amérique. Aujourd’hui, répartis en six provinces et une cinquantaine de maisons, les chanoines réguliers du Latran poursuivent leur mission pastorale et spirituelle dans plusieurs pays d'Europe et d'Amérique du Sud.
Le siège de la congrégation est établi à Rome, à la basilique Saint-Pierre-aux-Liens.

## Historique

### Origines médiévales

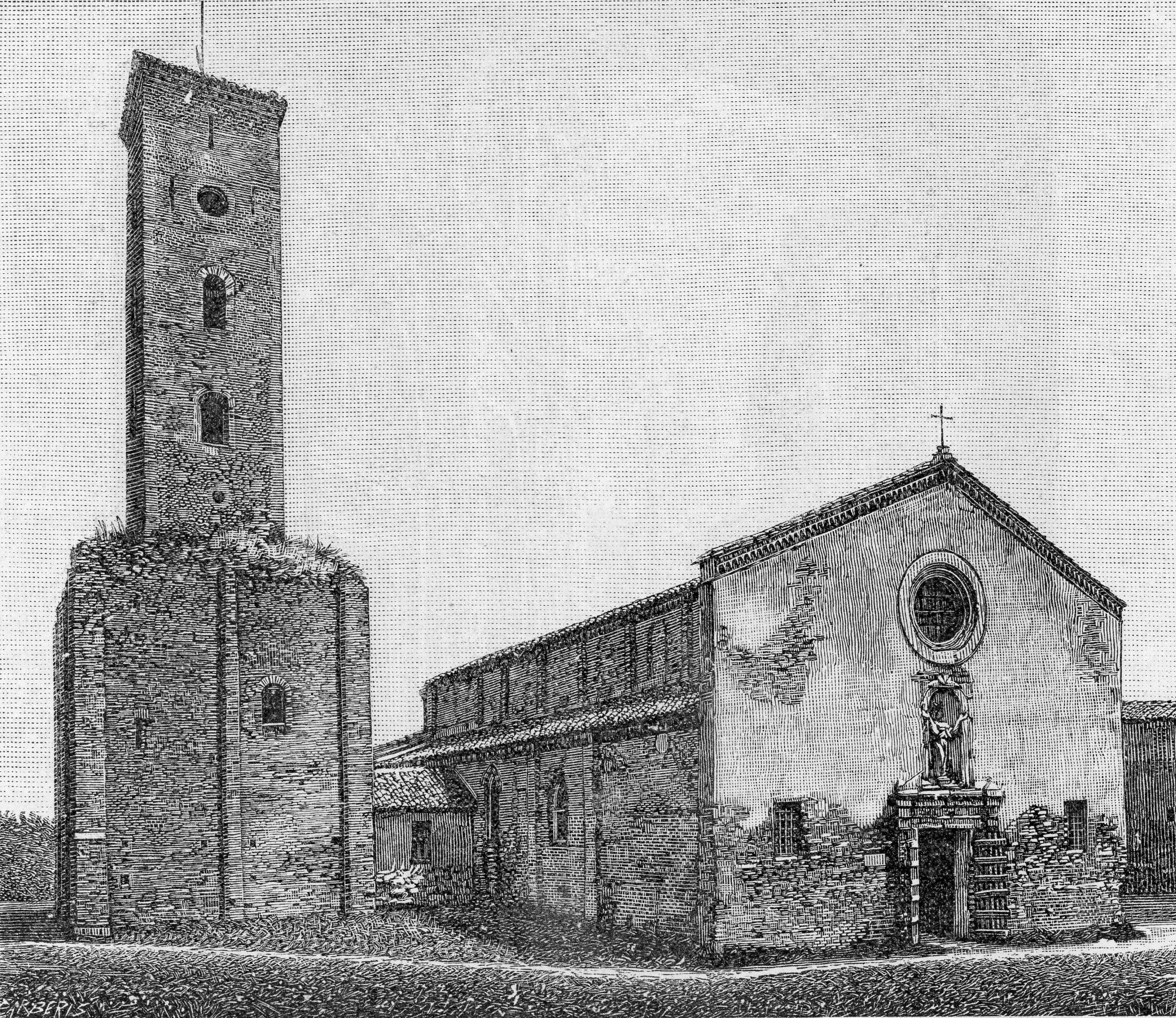
Église Santa Maria in Porto Fuori, c. 1900.

Les origines de l'ordre des chanoines réguliers du Latran remontent à la fin du XIe siècle dans le contexte des réformes grégoriennes : depuis le début du XIe siècle, un mouvement tend à émanciper les chapitres canoniaux de la noblesse et des cathédrales, débouchant sur la création de chapitres qui entendent se consacrer à la satisfaction des besoins liturgiques et pastoraux des populations avoisinantes, en se référant à la règle de saint Augustin.
Suivant la tradition, Pierre de Honestis (en) — également connu sous les noms de Pierre d'Onesti ou de Pierre le Pécheur — aurait relevé l’église Santa Maria in Porto (Sainte-Marie-du-Port), au bord de l'Adriatique, près de Ravenne, et y construit un cloître. L'existence de ce personnage apparaît aujourd'hui douteuse mais quoi qu'il en soit, des disciples gagnent l'établissement pour vivre une vita canonica, formant une communauté de « clercs canoniques », plutôt que de « chanoines » à proprement parler, dont le dirigeant dénommé « Petrus » est qualifié de clericus, prior, praepositus ou encore rector.
Bien que la première mention officielle du chapitre canonial remonte à 1103, il semble que ce dernier ait établi dès 1096 les canons de Porto ou « regola portuense », une règle monastique qui présente de nombreuses similitudes avec la règle de saint Augustin et la règle d’Aix-la-Chapelle et privilégie les actions charitables, la desserte paroissiale ou la prédication plutôt que l'étude et la liturgie propres à la règle bénédictine. La communauté reçoit la reconnaissance pontificale du pape Pascal II qui confirme la règle en 1117, deux ans avant la mort de son premier prieur.
La congrégation connaît alors une croissance rapide et essaime des maisons dans plusieurs localités bien que ceux-ci, faiblement liés, ne constituent pas à proprement parler une congrégation. Adoptée par plusieurs chapitres, la règle connaît elle une diffusion beaucoup plus large en France, en Allemagne, en Espagne mais avant tout dans le nord de l'Italie où Ubald Baldassini l'introduit auprès des chanoines de la cathédrale de Gubbio.

### Première renaissance

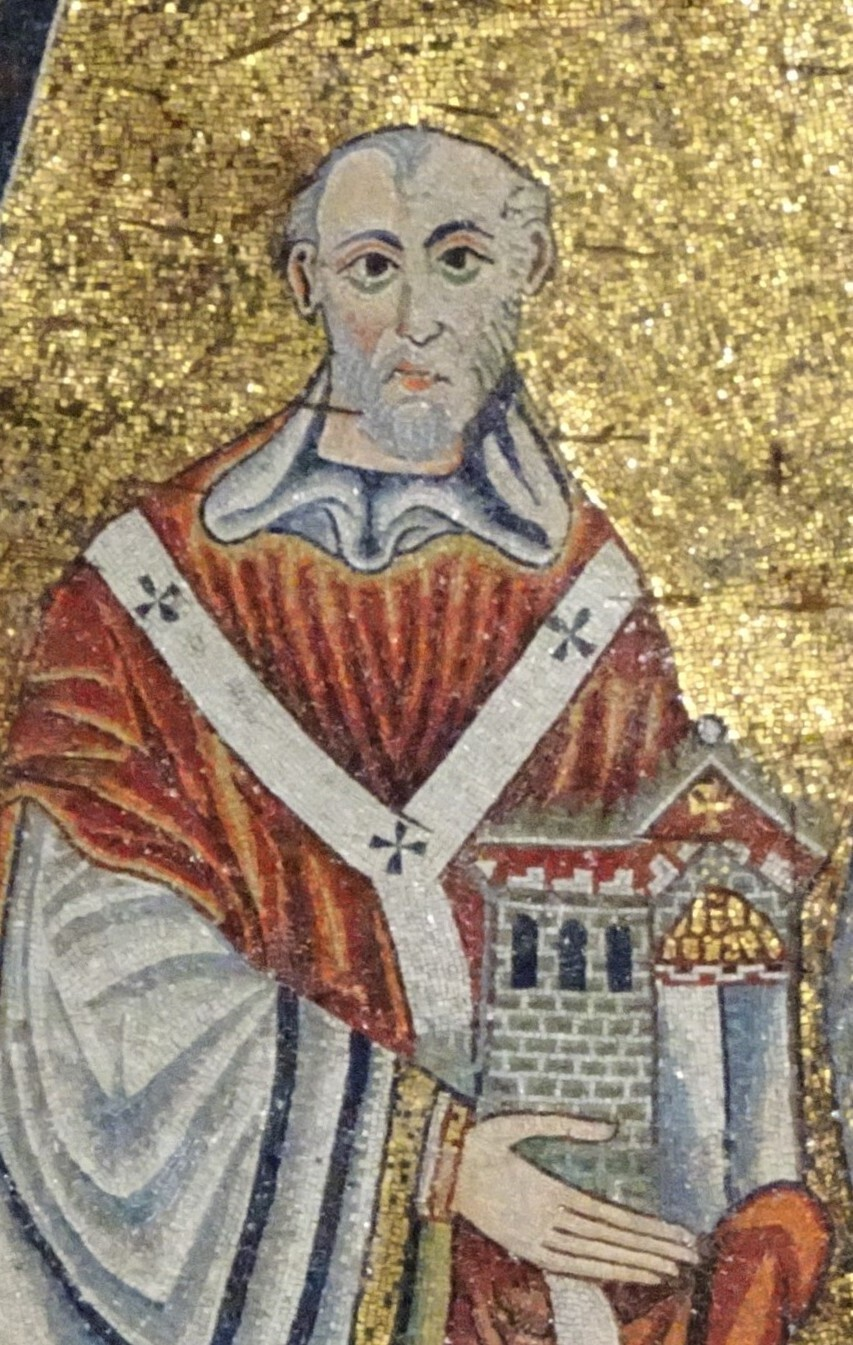
Innocent II a été chanoine de Latran ; détail d'une mosaïque de la basilique Sainte-Marie-du-Trastevere.

Au cours du XVe siècle, à l'instar de bien d'autres ordres réguliers, la communauté décline : sans direction, les bâtiments tombent en ruine, sont abandonnés, et les vocations se tarissent au point qu'en 1419, la communauté est réduite à deux membres, le prieur et un chanoine. Un aristocrate de Ravenne orchestre un rapprochement entre Santa Maria in Porto et une observance fondée vers 1401 ou 1402 par Bartolomeo di Roma au Prieuré Santa Maria della Fregionaia, près de Lucques.
La nouvelle congrégation est fondée le 30 juin 1421 par une bulle de Martin V. et c'est en 1438, sous l'impulsion d'Eugène IV, que les chanoines réguliers de Fregionaia s'établissent à Rome en la basilique du Très-Saint-Sauveur-et-des-Saints-Jean-Baptiste-et-Jean-l’Évangéliste du Latran et en prennent le nom (Congregatio Salvatoris Lateranensis) en 1445. Mais l’établissement au Latran tourne court car les Romains se méfient de ces chanoines « étrangers » tandis que les chanoines séculiers, hostiles aux réguliers, cherchent à les discréditer. Dès son élection en 1455, Calixte III, retire les chanoines réguliers de la basilique ; mais en 1464, Paul II, neveu d’Eugène IV, les y réintroduit et y assure momentanément leur position : à sa mort en 1471, une foule attisée par les chanoines séculiers les expulse violemment de la basilique et Sixte IV ne peut qu'acter leur éviction et leur remplacement par les séculiers.
Si ces évènements engendrent une grande hostilité entre les chanoines du Latran et le clergé romain, ils n'en reçoivent pas moins en 1483 l’église Santa Maria della Pace — dotée en 1504 d'un cloître dessiné par Bramante — comme établissement à Rome, grâce à laquelle ils trouvent une certaine stabilité qui assied leur position juridique et économique dans la Ville Éternelle. Malgré les vicissitudes romaines, le XVe siècle constitue l’âge d’or des chanoines du Latran dont plusieurs personnalités, défendant un modèle de spiritualité ascétique et mystique, se distinguent par leur prédication, comme Timoteo Maffei, ou par leurs écrits, à l'instar du chanoine Séraphin Aceti de Fermo (1496-1540) dont les traités de dévotion se diffusent largement au XVIe siècle.

### Expansion et défis modernes

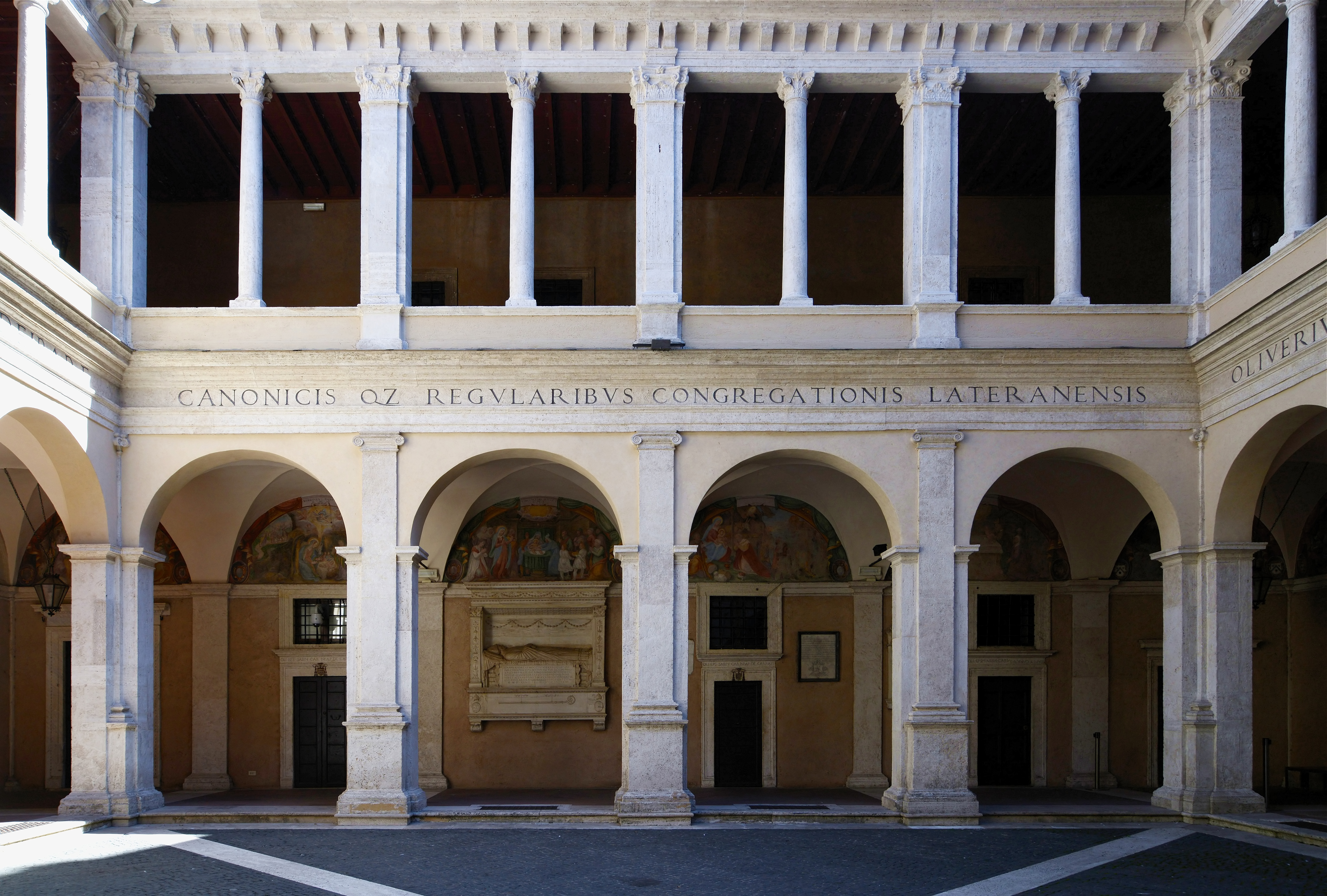
Cloître de Bramante à l'église Sainte-Marie-de-la-Paix de Rome où figure l'inscription « CANONICIS QZ REGULARIBUS CONGREGATIONIS LATERANENSIS ».

Par ailleurs, l'échec à Rome n’entrave pas le succès global de l'ordre du Latran qui, très peu de temps après sa reconnaissance, devient l’institution religieuse réformée qui connaît la plus forte croissance en Italie, ce dont atteste la multiplication des fondations de nouvelles implantations — notamment Santa Maria di Casoreto à Milan et San Leonardo près de Vérone (1407), Sainte-Marie (it) sur les îles de Tremiti (1412), Santa Maria della Carità à Venise (1414), San Vittore et Saint-Jean-du-Mont (it) à Bologne (1417), Saint-Jean-de-Verdara à Padoue (it) (1436), l’archibasilique du Très-Saint-Sauveur du Latran (définitivement acquise en 1472), Sainte-Croix à Mortara (it) (1449), Santa Maria di Piedigrotta à Naples (1453), San Andrea à Verceil (1472), San Pietro in Ciel d’Oro (1503) ou encore San Frediano à Lucques (1517) — pour en compter une soixantaine au XVIe siècle.
Des faiblesses institutionnelles, disciplinaires et financières se font régulièrement jour, poussant le chapitre général à régulièrement rappeler aux chanoines le besoin de respecter les disciplines de l’institut, mais la congrégation continue néanmoins de croître : on dénombre ainsi au début du XVIIe siècle pas moins de 1300 chanoines, quatre-vingts maisons tandis que dix évêques sont issus de ses rangs entre 1585 et 1625. En outre, attirées par ce prestige, plusieurs maisons et congrégations canoniques en dehors de l’Italie rejoignent la congrégation du Latran (telles la Congrégation de Windesheim, des maisons allemandes, autrichiennes et polonaises...), bien qu'en pratique, elle restent autonomes, se contentant souvent de faire figurer « Latran » dans leurs appellations officielles.
Au début du XVIIIe siècle, rien qu'en Italie, la congrégation elle administre encore 45 abbayes et 79 établissements secondaires mais, soumis à des difficultés financières récurrentes, à la baisse des vocations et à l'hostilité des autorités civiles, les chanoines du Latran entrent dans un inéluctable déclin. Le pouvoir laïc supprime progressivement leurs maisons dans toute l’Italie y compris leur établissement historique de San Fregionaia, en 1770. La mise en œuvre du joséphisme frappe les chanoines en Toscane, alors gouvernée par le frère de l'empereur Joseph, Pierre-Léopold, en 1778 puis en Lombardie en 1781. La république de Venise et le Charles-Emmanuel IV de Savoie ferment également leurs maisons, respectivement en 1783 et 1798, et la destruction de la congrégation est achevée par l’invasion française de Rome en 1798. Une seule maison des chanoines du Latran survit alors, celle de Santa Maria di Piedigrotta à Naples.

### Restauration

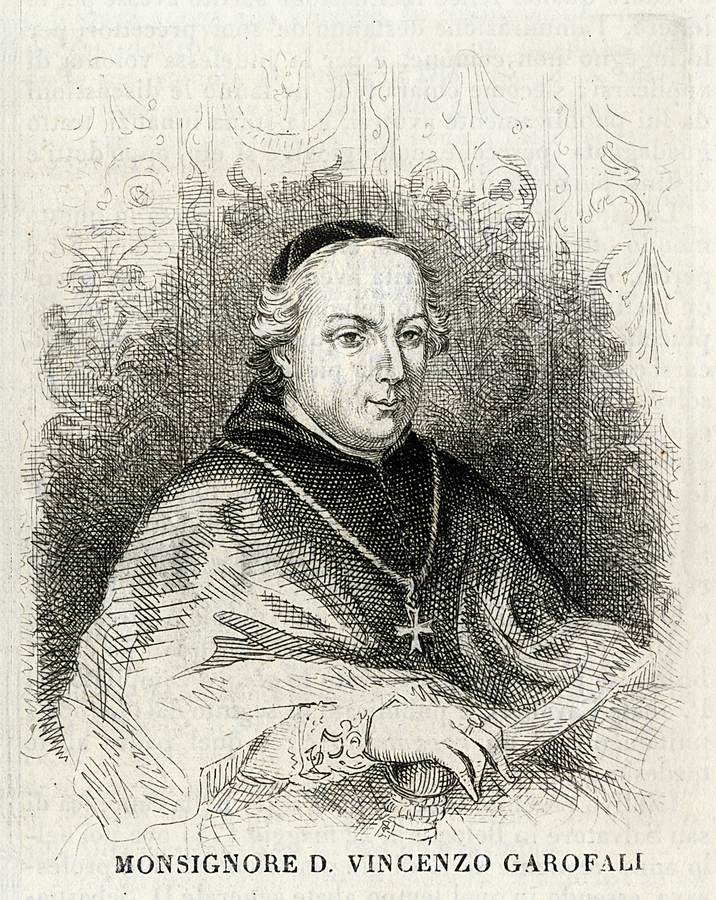
Vincenzo Garofali, refondateur de l'ordre en 1823, L'Album no 6, 1839.

Le promoteur de la restauration de la congrégation est Vincenzo Garofali, un ecclésiastique entré dans la congrégation du Latran à Bologne en 1781, nommé vicaire général de celle-ci par Pie VII et qui, après la restauration des États pontificaux en 1814. Avec le soutien du cardinal Bartolomeo Pacca, il réunit les éléments survivants de la congrégation de Santa Maria in Reno de Bologne (Canonici regolari della Congregazione del Santissimo Salvatore) avec les quelques chanoines de la congrégation du Latran qui demeurent à Santa Maria di Piedigrotta, donnant ainsi un nouveau départ à la Congrégation en 1823. Celle-ci prend alors le nom de Congregatio Sanctissimi Salvatoris Lateranensis (« congrégation du Très-Saint-Sauveur du Latran ») et Garofali en devient le premier abbé général.
La nouvelle congrégation, est officiellement unifiée en 1829 et compte alors 105 chanoines — 94 provenant de la congrégation de Bologne et 11 de celle du Latran — répartis en quatre provinces, toutes situées en Italie. En 1859, les chanoines réguliers du Corpus Christi de Cracovie demandent à les rejoindre ainsi qu'en 1868, une petite congrégation de chanoines réguliers de San Egidio de Verrès dans le val d'Aoste.
Lorsque dans l'Italie en cours d'unification, les lois de 1866 et 1867 abolissent la reconnaissance juridique des ordres religieux et ordonnent la confiscation de leurs biens, toutes les maisons de la congrégation sont fermées. Les chanoines trouvent refuge en France, à l'abbaye Notre-Dame de Beauchêne, près de Cerizay, où ils fondent une communauté en 1873 mais sont contraints de quitter également la France dans le cadre de l'expulsion des congrégations de 1880. Ils ouvrent alors deux maisons, l'une à Bodmin, en Angleterre en 1881 et l'autre à Ognate, en Espagne, en 1884. La congrégation peut reprendre place en Italie et de nouvelles implantations sont fondées en Belgique (Louvain en 1887, Liège en 1889, Namur en 1902 et Bouhay en 1905), en Argentine (1893) et en Uruguay ,tandis que les chanoines sont de retour en France dans les années 1920.
En 1959, à l'occasion du neuvième centenaire du synode du Latran, les chanoines du Latran rejoignent la Confédération des Chanoines réguliers de saint Augustin qui, approuvée par Jean XXIII par le bref Caritatis unitas, regroupe neuf congrégations.

## Situation actuelle
Divisée en six provinces, chacune dirigée par un visiteur ou un provincial, la congrégation compte des implantations en Italie, en Belgique, en France (entre autres à l'abbaye Notre-Dame de Beauchêne), aux Pays-Bas, en Espagne, en Pologne, en Biélorussie, au Brésil, en Argentine, à Porto-Rico, en République dominicaine et aux États-Unis. En Italie, les chanoines servent dans des églises paroissiales à Rome, Bologne, Gênes, Fano et Gubbio, l’ordre remplit ainsi sa vocation originelle de ministère paroissial.
Elle a son siège près de l'ancienne basilique de Saint-Pierre-aux-Liens, où demeure l'abbé général avec la curie générale de l'Ordre, une fonction détenue depuis 2024 par Edoardo Parisotto. En 2025, l'ordre compte environ 165 prêtres, dont deux évêques, répartis dans douze pays et 54 maisons.

## Paramentique
Les vêtements liturgiques et quotidiens des chanoines réguliers du Latran reflètent à la fois leur tradition spirituelle et leur appartenance à l'ordre. Si les habitudes vestimentaires ont varié au fil des siècles, les chanoines de Latran adoptent aujourd'hui une tenue sobre et fonctionnelle adaptée à leur mission pastorale. De nos jours, les chanoines de Latran portent la soutane avec une courte mosette et doubles manches. La mosette est noire pour les jours fériés et blanche pour les dimanches et les fêtes. Pour la liturgie, les chanoines portent le surplis et un camail violet.

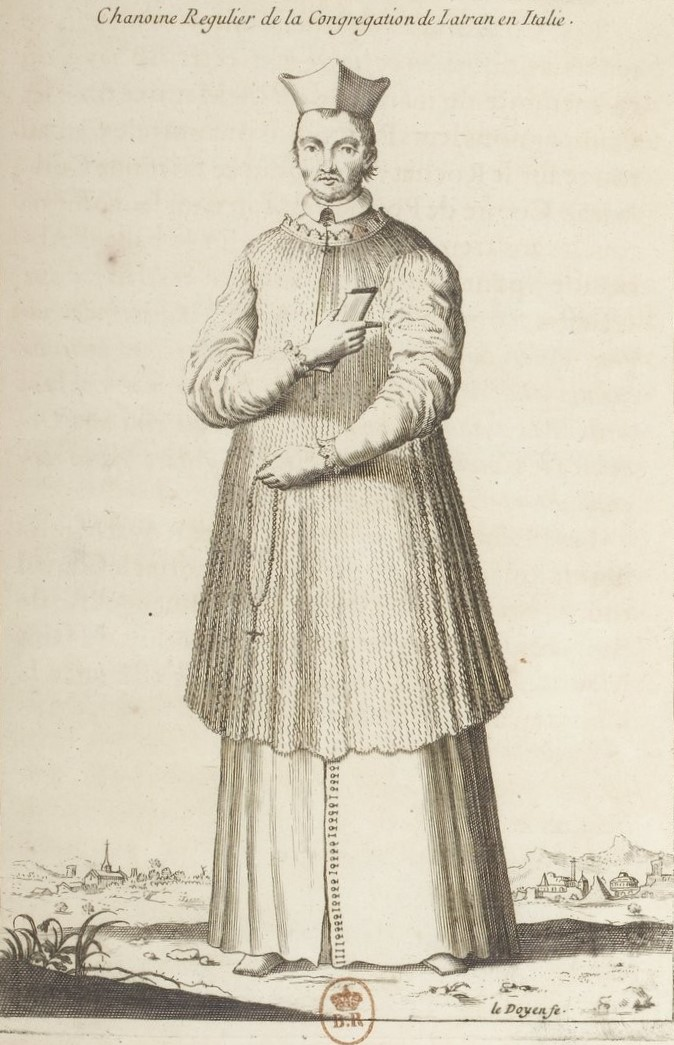
Chanoine régulier de la congrégation du Latran en Italie au XVIIe siècle, gravure de Pierre Le Doyen, 1666.
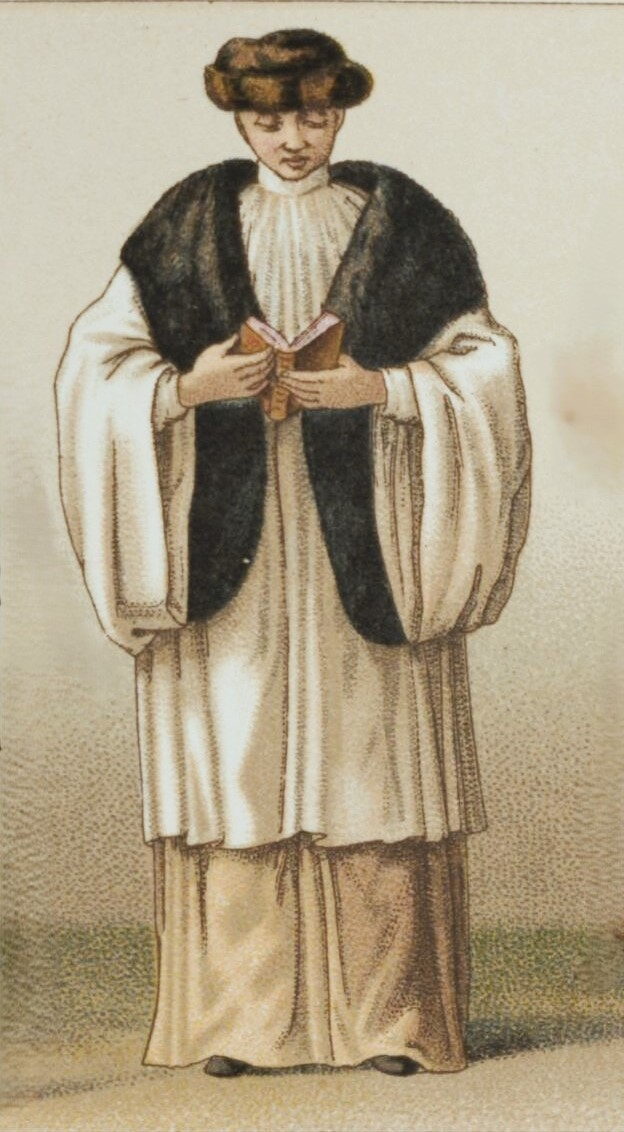
Chanoine de l'ordre de Latran en Pologne au XVIIIe siècle, illustration d'Albert Racinet, 1888.

## Personnalités
- Le pape Honorius II (1060-1130)
- Le pape Innocent II (m.1143)
- Le pape Alexandre III (~1105-1181)
- Le cardinal Antonio Andrea Galli (1697-1767)
- Le prêtre, bibliste et historien Giuseppe Ricciotti (1890-1964)